# 小杉信光
小杉 信光（こすぎ のぶみつ、1923年8月31日 - 2004年4月12日）は、日本の経営者。沖電気工業社長を務めた。

## 来歴・人物
東京都出身。1943年に早稲田大学政経学科を卒業し、同年に沖電気(のちの沖電気工業)に入社。1974年に取締役に就任し、1979年5月に常務、1982年5月に専務、1984年6月に副社長を経て、1988年6月に社長に就任。1992年10月に会長に就任し、1993年6月から相談役を務めた。
1986年4月に藍綬褒章を受章し、1996年11月に勲二等瑞宝章を受章。
2004年4月12日心不全のために死去。80歳没。